# Hontanar (kommunhuvudort)
Hontanar är en kommunhuvudort i Spanien.   Den ligger i provinsen Toledo och regionen Kastilien-La Mancha, i den centrala delen av landet, 110 km sydväst om huvudstaden Madrid. Hontanar ligger 849 meter över havet och antalet invånare är 148.
Terrängen runt Hontanar är kuperad åt sydväst, men åt nordost är den platt. Terrängen runt Hontanar sluttar norrut. Runt Hontanar är det glesbefolkat, med 15 invånare per kvadratkilometer. Närmaste större samhälle är Navahermosa, 3,4 km nordost om Hontanar. 